# Подкамень (Ивано-Франковская область)
Подкамень (укр. Підкамінь) — село в Рогатинской городской общине Ивано-Франковского района Ивано-Франковской области Украины.
Население по переписи 2001 года составляло 579 человек. Занимает площадь 11,058 км². Почтовый индекс — 77014. Телефонный код — 03435.